# Museo nazionale di storia naturale (Filippine)
Il Museo nazionale di storia naturale delle Filippine (filippino: Pambansang Museo ng Likas na Kasaysayan) è localizzato lungo la rotonda di Agrifina Circle a Parco Rizal, Manila.

## Storia

### Palazzo dell'Agricoltura e del Commercio
L'edificio fu costruito come Palazzo dell'Agricoltura e del Commercio nel 1940. Fu progettato in stile neoclassico dell'architetto filippino Antonio Toledo alla fine degli anni 1930, avendo le stesse dimensioni e la stessa pianta del suo edificio gemello ubicato sul lato settentrionale della rotonda, il Palazzo delle Finanze. Entrambi gli edifici furono distrutti nella battaglia di Manila durante la Seconda guerra mondiale e ricostruiti dopo la guerra secondo i progetti originali.

### Dipartimento del Turismo

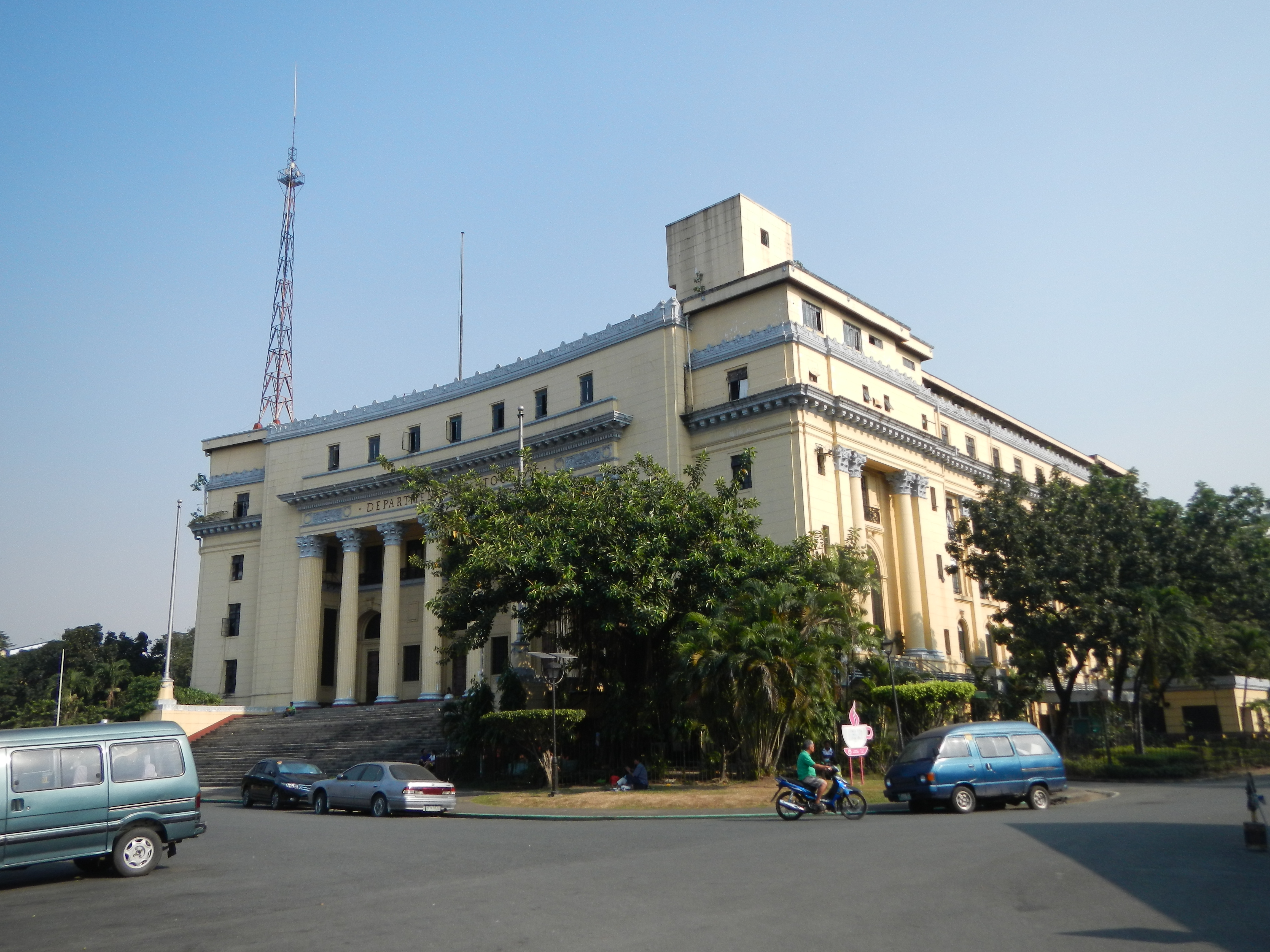
L'edificio quando era ancora occupato dal Dipartimento del Turismo.

Ad un certo punto nel corso del tempo, l'edificio fu occupato dal Dipartimento del Turismo, quindi divenne noto come il Palazzo del Dipartimento del Turismo fino al 2015. Il Dipartimento trasferì i suoi uffici nella vicina città di Makati e sta progettando di tornare a Manila dopo il completamento della sua sede progettata ubicata a Intramuros.

### Museo nazionale di storia naturale

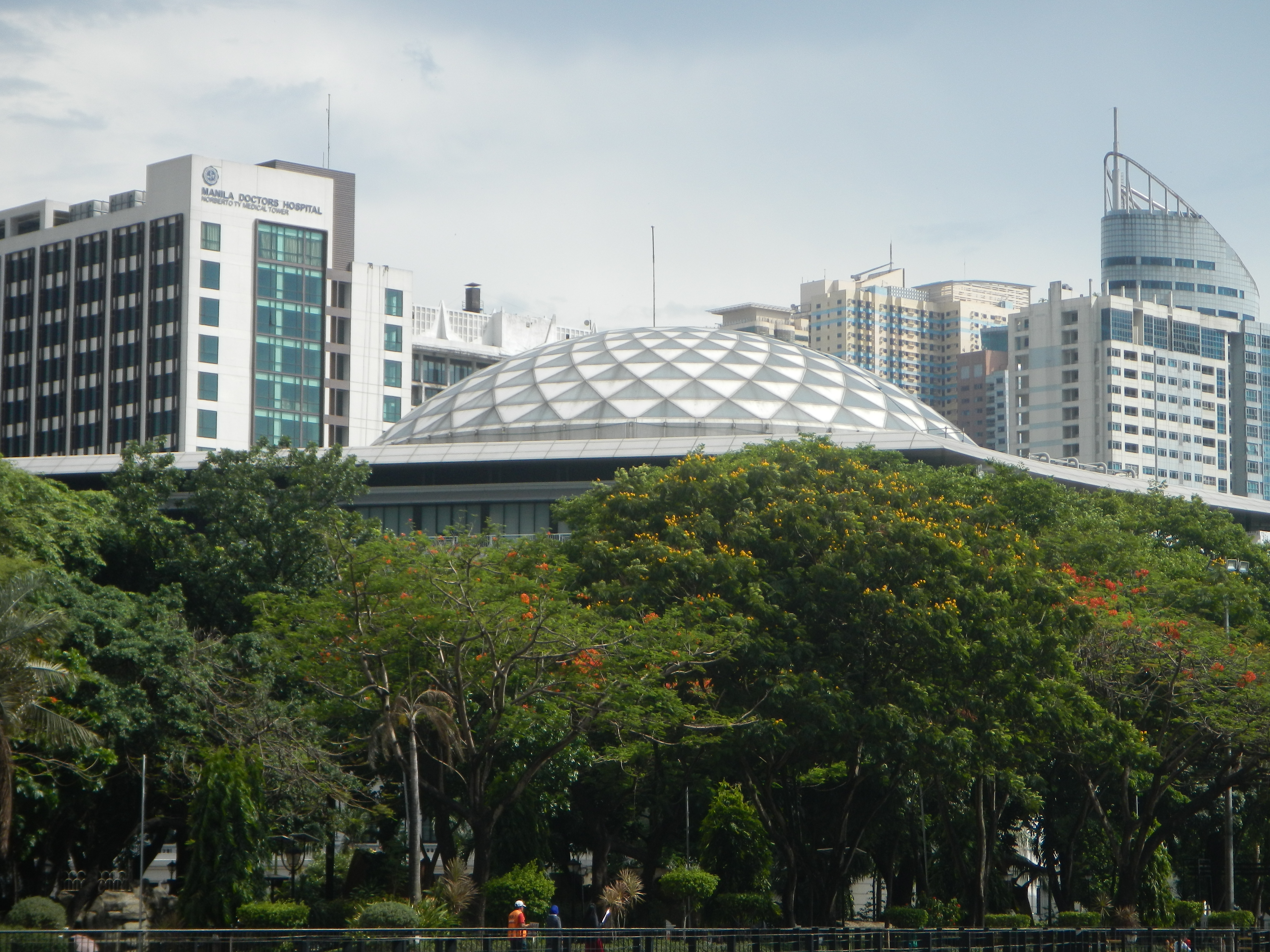
La cipupola dell'edificio come si vede dall'Agrifina Circle nel Parco Rizal.

La Legge sui Musei nazionali, che fu approvata nel 1998, imponeva la conversione di tre edifici civici all'interno del Parco Rizal, ossia il Palazzo Legislativo, il Palazzo delle Finanze e il Palazzo del Turismo, in musei. Il Palazzo delle Finanze fu il primo ad essere riconvertito. Nel 1998, il palazzo fu infatti convertito nel Museo nazionale di antropologia. Il Palazzo Legislativo fu convertito nel Museo nazionale di belle arti nel 2000. Il Palazzo del Turismo sarebbe poi diventato il Museo nazionale di storia naturale.
Nel 2013, furono cominciati i preparativi per far che l'edificio ospitasse il Museo nazionale di storia naturale. Il Museo nazionale delle Filippine invitò cinque architetti a presentare delle proposte per l'ampliamento e scelse il progetto della squadra della Dominic Galicia Architects e della progettista di interni Tina Periquet. Il progetto della Galicia implicava il mantenimento della facciata dell'edificio tranne per l'aggiunta di una cupola di vetro sostenuta da una struttura a doppia elica che era ispirato al DNA. La cupola e la struttura di sostegno furono soprannominati "Albero della Vita" e avrebbe coperto il cortile del palazzo di sei piani. Inizialmente si era programmato che il progetto, stimato costare intorno a 1 miliardo di pesos, fosse completato nel 2015 in tempo per il Vertice APEC 2015.
Un'offerta per i potenziali appaltatori per la ristrutturazione dell'edificio fu fatta nel settembre 2015.
Il Museo nazionale di storia naturale fu inaugurato ufficialmente il 30 settembre 2017. Una grandiosa apertura per il museo era attesa nel terzo semestre del 2017. Il museo aprì il 18 maggio 2018.